# Yhivi
Yhivi (California; 5 de noviembre de 1994) es una actriz pornográfica y modelo erótica estadounidense.

## Biografía
Nació en el sur de California en noviembre de 1994, en una familia con una amplia ascendencia que mezclaba raíces europeas (portuguesa, alemana e irlandesa), latinoamericana (mexicana y brasileña) y nativoamericana (de las tribus apache y cheroqui). Después de acabar el instituto comenzó a tener diversos trabajos temporales como dependiente en varias tiendas de la ciudad de Newport Beach. Comenzó en la industria subiendo sus fotos a Internet y realizando shows en línea como camgirl.
Mostró su interés de entrar en la industria al mandarle un correo al agente de talentos Mark Splieger, creador de Splieger Girls, con quien buscó encontrar un agente que la orientara en sus primeros pasos a dar y que le consiguiera sus primeros cástines. Tras acceder Splieger, y conseguir su primer contrato profesional, Yhivi debutó como actriz pornográfica en 2014, a los 20 años.
Como actriz ha trabajado para estudios como Girlfriends Films, Evil Angel, Hard X, Girlsway, New Sensations, Le Wood Productions, Elegant Angel, Zero Tolerance, Wicked, Sweetheart Video, Reality Kings, Tushy, Kink.com o Brazzers, entre otros.
Su nombre artístico procede de su etapa como camgirl. En varias entrevistas aseguró que el mismo surgió para ser un nombre rápido y fácil de memorizar y pronunciar, derivado de los nombre 'Evey' o 'Evie'.
En 2015 grabó su primera escena de sexo anal con Mike Adriano en Anal Interviews. En septiembre de 2016 anunció en su perfil de Instagram que abandonaba la industria pornográfica, llevando varias semanas rechazando rodar escenas. No obstante, regresaría meses más tarde.
En 2017 recibió sus primeras nominaciones en el circuito de los premios de la industria. En los Premios AVN obtuvo la nominación a la Mejor escena de sexo lésbico en grupo por Sex Games junto a Sasha Heart, Vicki Chase y Gabriella Paltrova. En los Premios XBIZ obtuvo otras dos nominaciones: a la Mejor escena de sexo en película lésbica por #Fuckgirls, junto a Abella Danger, y a la Mejor escena de sexo en realidad virtual por Christen the New House - Getflix'n Chill Sequel, junto al actor ShreddZ.
Decidió retirarse de la industria pornográfica a finales de ese mismo año, regresando nuevamente a mediados de 2020. En febrero de 2018, recibió su última nominación en los XBIZ, a la Mejor escena de sexo en película de parejas o temática, junto a Michael Vegas, por It's Complicated.
Como actriz, ha aparecido en más de 210 películas.
Algunas películas suyas son All Oiled Up, Cheerleader Gangbang, DP Cuties, Hair Supply 2, Interracial Anal 2, Manuel DPs Them All 4, Older Women Younger Girls 7, RK Prime 4, Shades Of Kink 7 o Yhivi Does It.

## Premios y nominaciones
| Año  | Ceremonia                   | Resultado | Premio                                                 | Trabajo                                         |
| ---- | --------------------------- | --------- | ------------------------------------------------------ | ----------------------------------------------- |
| 2016 | Premios AVN                 | Nominada  | Premio fan: Debutante más caliente                     | —                                               |
| 2016 | Spank Bank Awards           | Nominada  | Cocksucker of the Year                                 | —                                               |
| 2016 | Spank Bank Awards           | Nominada  | Imported Temptress of the Year                         | —                                               |
| 2016 | Spank Bank Awards           | Nominada  | Tortured Fuck Doll of the Year                         | —                                               |
| 2016 | Spank Bank Awards           | Nominada  | Webcam Girl of the Year                                | —                                               |
| 2016 | Spank Bank Technical Awards | Ganadora  | Banjo Ho                                               | —                                               |
| 2016 | Spank Bank Technical Awards | Ganadora  | Best Self Censoring of Photos                          | —                                               |
| 2017 | Premios AVN                 | Nominada  | Mejor escena de sexo lésbico en grupo                  | Sex Games                                       |
| 2017 | Spank Bank Awards           | Nominada  | Bondage Artiste of the Year                            | —                                               |
| 2017 | Spank Bank Awards           | Nominada  | Deepest Throat                                         | —                                               |
| 2017 | Spank Bank Awards           | Nominada  | Facial Cum Target of the Year                          | —                                               |
| 2017 | Spank Bank Awards           | Nominada  | Red Bottomed Babe of the Year                          | —                                               |
| 2017 | Spank Bank Awards           | Nominada  | Servile Sub of the Year                                | —                                               |
| 2017 | Spank Bank Awards           | Nominada  | Tortured Fuck Doll of the Year                         | —                                               |
| 2017 | Spank Bank Technical Awards | Ganadora  | Most Adorable Retiree                                  | —                                               |
| 2017 | Premios XBIZ                | Nominada  | Mejor escena de sexo en película lésbica               | #Fuckgirls                                      |
| 2017 | Premios XBIZ                | Nominada  | Mejor escena de sexo en realidad virtual               | Christen the New House - Getflix'n Chill Sequel |
| 2018 | Premios XBIZ                | Nominada  | Mejor escena de sexo en película de parejas o temática | It's Complicated                                |